# Симпсонвил (Јужна Каролина)
Симпсонвил (енгл. Simpsonville) град је у америчкој савезној држави Јужна Каролина.

## Демографија
По попису из 2010. године број становника је 18.238, што је 3.886 (27,1%) становника више него 2000. године.
| Група             | 2000.          | 2010.          |
| Белци             | 11.418 (79,6%) | 13.024 (71,4%) |
| Афроамериканци    | 1.975 (13,8%)  | 3.000 (16,4%)  |
| Азијати           | 113 (0,8%)     | 231 (1,3%)     |
| Хиспаноамериканци | 667 (4,6%)     | 1.619 (8,9%)   |
| Укупно            | 14.352         | 18.238         |